# Antoni Wereszczyński (oficer)
Antoni Wereszczyński (ur. 17 grudnia 1890 w Winnikach, zm. 4 września 1953 w Warszawie) – oficer artylerii Wojska Polskiego w II Rzeczypospolitej, pułkownik ludowego Wojska Polskiego. Mianowany pośmiertnie generałem brygady.

## Życiorys
Urodził się 17 grudnia 1890 roku w Winnikach, pow. lwowski jako syn Marcelego. W Wojsku Polskim od listopada 1918. Brał udział w wojnie polsko-bolszewickiej 1919–1920. Zweryfikowany po wojnie w stopniu kapitana sł. st. art. ze starszeństwem od 1 czerwca 1919. W 1923 pełnił służbę w 22 pułku artylerii polowej w Rzeszowie. W następnym roku służył w Oddziale Szkolnym Oficerskiej Szkoły dla Podoficerów, pozostając oficerem nadetatowym 22 pap. Cztery lata później dowodził I dywizjonem 1 pułku artylerii polowej Legionów w Wilnie. W 1932 roku pełnił służbę w dowództwie 1 Grupy Artylerii w Warszawie na stanowisku oficera sztabu. W czerwcu 1934 roku, po awansie na podpułkownika, wyznaczony został na stanowisko zastępcy dowódcy 14 pułku artylerii lekkiej w Poznaniu. Od grudnia 1937 roku do listopada 1938 roku dowodził 11 dywizjonem artylerii konnej w Bydgoszczy.
Do mobilizacji, w sierpniu 1939 roku, dowodził 25 pułkiem artylerii lekkiej w Kaliszu, a następnie objął stanowisko dowódcy artylerii dywizyjnej 25 Dywizji Piechoty.
W kampanii wrześniowej walczył nad Bzurą i w obronie Warszawy. Po kapitulacji stolicy, w niemieckiej niewoli, w Oflagu Marburg. 
W 1945 roku wrócił do Polski i przyjęty został do Wojska Polskiego. Od 1 września 1946 pełnił służbę na stanowisku okręgowego inspektora artylerii w Dowództwie Łódzkiego Okręgu Wojskowego, a od 11 grudnia 1946 do 1948 na stanowisku okręgowego inspektora artylerii w Dowództwie Pomorskiego Okręgu Wojskowego w Bydgoszczy. Zamordowany 4 września 1953 w Głównym Zarządzie Informacji w Warszawie. Grób symboliczny znajduje się w Kwaterze „Na Łączce” na Cmentarzu Wojskowym na Powązkach w Warszawie.

## Awanse
- kapitan – zweryfikowany 3 maja 1922 ze starszeństwem z dniem 1 czerwca 1919;
- major – 18 lutego 1928 ze starszeństwem z dniem 1 stycznia 1928 i 10. lokatą w korpusie oficerów artylerii;
- podpułkownik – ze starszeństwem z dniem 1 stycznia 1934 w korpusie oficerów artylerii
- pułkownik[potrzebny przypis]
- generał brygady – 2 maja 2019 (pośmiertnie)[12]

## Ordery i odznaczenia
- Krzyż Srebrny Orderu Wojennego Virtuti Militari nr 14266
- Krzyż Niepodległości (2 sierpnia 1931)[13]
- Krzyż Kawalerski Orderu Odrodzenia Polski (11 listopada 1937)[14]
- Krzyż Walecznych
- Złoty Krzyż Zasługi (24 maja 1929)[15]
- Medal Pamiątkowy za Wojnę 1918–1921
- Medal Dziesięciolecia Odzyskanej Niepodległości
- Odznaka Pamiątkowa Artylerii Konnej[16]
- Odznaka Pamiątkowa Więźniów Ideowych
- Medal Zwycięstwa (Médaille interalliée)